# St. Veit im Innkreis
St. Veit im Innkreis, Sankt Veit im Innkreis – miejscowość i gmina w Austrii, w kraju związkowym Górna Austria, w powiecie Braunau am Inn. Liczy 425 mieszkańców.